# Walter Krüger (giavellottista)
Walter Krüger (Altenpleen, 11 aprile 1930 – Prohn, 28 ottobre 2018) è stato un giavellottista tedesco.

## Biografia
Partecipò solamente all'edizione dei Giochi olimpici di Roma 1960 dove vinse la medaglia d'argento nel giavellotto, rappresentando la squadra unificata tedesca.

## Palmarès
| Anno                                              | Manifestazione  | Sede | Evento                 | Risultato | Prestazione | Note |
| ------------------------------------------------- | --------------- | ---- | ---------------------- | --------- | ----------- | ---- |
| In rappresentanza della Squadra Unificata Tedesca |                 |      |                        |           |             |      |
| 1960                                              | Giochi olimpici | Roma | Lancio del giavellotto | Argento   | 79,36 m     |      |